# E.ON Betriebskrankenkasse
Die E.ON Betriebskrankenkasse (kurz E.ON BKK) war eine Betriebskrankenkasse mit Sitz in Essen. Zum 1. Januar 2017 wurde sie geschlossen und ging in der Energie-Betriebskrankenkasse auf.

## Struktur
Die E.ON BKK war mit drei Geschäftsstellen und rund 6300 Mitgliedern eine der kleinsten gesetzlichen Krankenkassen Deutschlands. Sie betreute ausschließlich Mitarbeiter des Trägerunternehmens und deren Angehörige.

## Beitragssätze
Seit 1. Januar 2009 wurden die Beitragssätze vom Gesetzgeber einheitlich vorgegeben. Ab dem 1. März 2010 wurde ein monatlicher kassenindividueller Zusatzbeitrag von 8 Euro erhoben. Vom 1. Juli 2011 bis 31. Dezember 2014 wurde kein kassenindividueller Zusatzbeitrag erhoben. Ab dem 1. Januar 2015 erhob die Kasse einen einkommensabhängigen Zusatzbeitrag in Höhe von 0,9 Prozent des beitragspflichtigen Einkommens, der zum 1. Januar 2016 auf 1,1 Prozent angehoben wurde.

## Geschichte
Die E.ON BKK ging aus der am 1. Juli 1952 gegründeten Ruhrgas BKK hervor. Als E.ON die Ruhrgas AG übernahm, wurde auch der Name der Betriebskrankenkasse geändert.